# Izvoz
Izvoz (ili  export) označava količinu robe, dobara, usluge, tehnologije, licenca i autorskih prava, koje je država u stanju proizvesti i izvoziti u inozemstvo. 
Većina današnjih bogatih zemalja (kao što su Japan, SAD, Njemačka) je stekla bogatstvo kroz izvoz svojih proizvoda u inozemstvo.
Ako je vrijednost izvoza veća od vrijednosti uvoza,  razlika pridonosi povišenju bruto domaćeg proizvoda. 
Ako pretpostavimo rast potražnje za izvozom zemlje A, tada će zemlja A popraviti svoje uvjete razmjene. 